# Liste des quatuors à cordes de Joseph Haydn

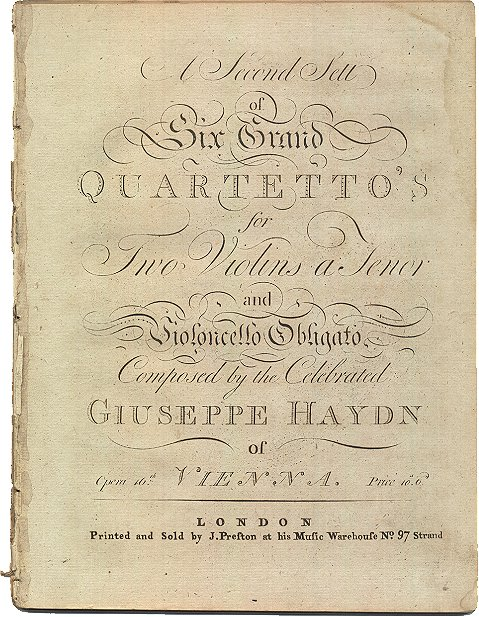
Page de couverture d'une édition des quatuors à cordes opus 20 de Joseph Haydn publiée par Preston, Londres 1782.

Le catalogue révisé de Joseph Haydn comporte un total de 68 quatuors à cordes. Ils ont été écrits sur une période d'un demi-siècle de 1757 à 1803. Contrairement aux symphonies, la production des quatuors est discontinue, avec de longues interruptions, mais constitue le mode d'expression personnel du compositeur.
Ce n'est qu'à partir de l'opus 33 que Haydn utilise le terme allemand de Quartett, les œuvres précédentes sont généralement dénommées Divertimento a quattro.

## Les dixQuatuors à Fürnberg
Faisant référence aux commandes du baron Karl Joseph von Fürnberg, ces œuvres intitulées Divertimentos pour quatuor à cordes fondent un genre nouveau en limitant les pupitres aux quatre voix pour cordes, et donc excluant les vents présents dans le divertimento baroque. Ces œuvres sont en cinq mouvements avec deux menuets encadrant le mouvement central lent. Font exception les numéros Hoboken 3 et 12 où le mouvement lent est en première position.
- Quatuor no 0 en mi bémol majeur (Hob.II.6)
- Opus 1

no 1 en si bémol majeur (Hob.III.1)
no 2 en mi bémol majeur (Hob.III.2)
no 3 en ré majeur (Hob.III.3)
no 4 en sol majeur (Hob.III.4)
no 6 en ut majeur (Hob.III.6)
Le no 5 de cet opus a été identifié comme la symphonie A (Hob.I.107)
- Opus 2

no 1 en la majeur (Hob.III.7)
no 2 en mi majeur (Hob.III.8)
no 4 en fa majeur (Hob.III.10)
no 6 en si bémol majeur (Hob.III.12)
Les no 3  et no 5 de cet opus sont identifiés comme des divertimentos pour quatuors à cordes et deux cors (Hob.II.21 et 22)
- Opus 3

Les six quatuors de ce cycle, publié à Paris par Bailleux en 1777, puis par Ignaz Pleyel, un élève de Haydn, sont en fait depuis le milieu des années 1960 attribués au grand admirateur de J. Haydn et ami de Kraus, le compositeur allemand Roman Hoffstetter.

## Première manière

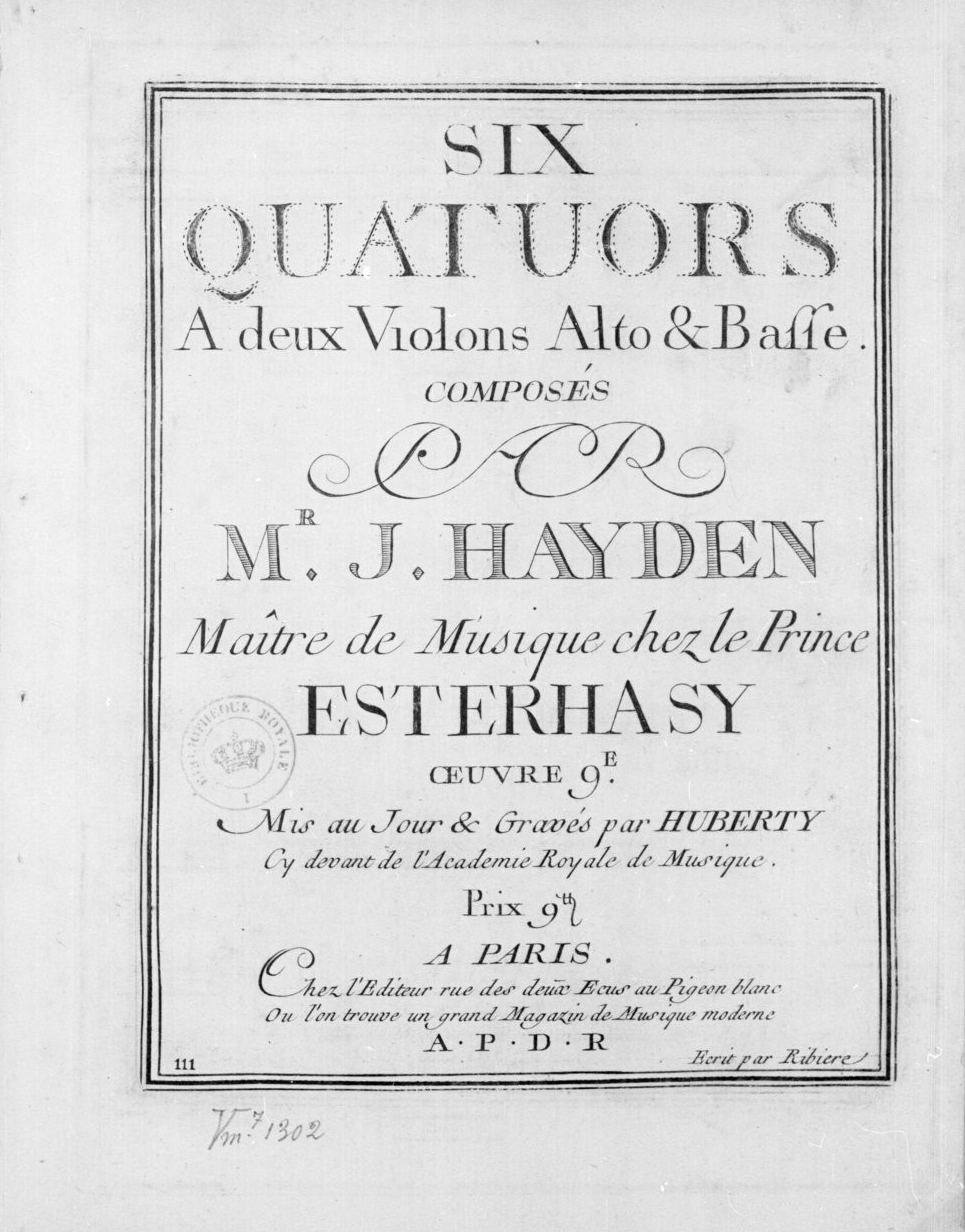
Page de titre de l'édition des quatuors à cordes, opus 9 de Joseph Haydn (Paris, 1772 chez Huberty)

C'est dix ans après les Quatuors Fürnberg que Haydn écrit en peu de temps trois séries de six quatuors. Ils s'inscrivent dans la période Sturm und Drang. Chaque cycle est considéré comme un tout cohérent, et comporte au moins une œuvre en mineur (deux pour l'opus 20). Ils correspondent pour le compositeur plus à une nécessité intérieure qu'à une commande formelle du prince Esterhazy.
- Opus 9

no 1 en ut majeur (Hob.III.19)
no 2 en mi-bémol majeur (Hob.III.20)
no 3 en sol majeur (Hob.III.21)
no 4 en ré mineur (Hob.III.22)
no 5 en si-bémol majeur (Hob.III.23)
no 6 en la majeur (Hob.III.24)
- Opus 17

no 1 en mi majeur (Hob.III.25)
no 2 en fa majeur (Hob.III.26)
no 3 en mi-bémol majeur (Hob.III.27)
no 4 en ut mineur (Hob.III.28)
no 5 en sol majeur (Hob.III.29)
no 6 en ré majeur (Hob.III.30)
- Opus 20 [dits « Quatuors du Soleil »[4]]

no 1 en mi-bémol majeur (Hob.III.31)
no 2 en ut majeur (Hob.III.32)
no 3 en sol mineur (Hob.III.33)
no 4 en ré majeur (Hob.III.34)
no 5 en fa mineur (Hob.III.35)
no 6 en la majeur (Hob.III.36)

## Un nouveau genre
Composé en 1781, le caractère nouveau annoncé par Haydn réside dans la dimension populaire, plus léger et plus concis que les précédents. Mais c'est la complexité interne qui séduit Mozart l'amenant à répondre à l'œuvre de son aîné par les fameux quatuors qu'il lui dédia.
- Opus 33 [dits « Quatuors russes »[5] ou les Scherzi[6]]

no 1 en si mineur (Hob.III.37)
no 2 en mi bémol  majeur (Hob.III.38) [dit « La Plaisanterie »]
no 3 en ut majeur (Hob.III.39) [dit « L'Oiseau »]
no 4 en si bémol majeur (Hob.III.40)
no 5 en sol majeur (Hob.III.41) [dit « Comment allez-vous ? »]
no 6 en ré majeur (Hob.III.42)
- Opus 42 - Quatuor isolé en ré mineur (Hob.III.43)

## Les quatuors de la maturité
En 1787, Haydn inaugure une série de quatuors, forme qu'il n'abandonnera plus jusqu'à ce qu'il ne puisse plus être en état de composer. L'opus 54/55, destiné au public parisien, fait la part belle au premier violon. L'opus 64 était destiné au public londonien en vue de son premier voyage.
| - Opus 50 [dits « Quatuors prussiens »] no 1 en si bémol majeur (Hob.III.44) no 2 en ut majeur (Hob.III.45) no 3 en mi bémol majeur (Hob.III.46) no 4 en fa dièse mineur (Hob.III.47) no 5 en fa majeur (Hob.III.48) [dit « Le Rêve »] no 6 en ré majeur (Hob.III.49) [dit « La Grenouille »] | - Opus 51, Les sept dernières paroles du Christ en croix, (Hob.XX.02 et Hob.III.50-56) - Opus 54 [dits « Quatuors Tost I »] no 1 en sol majeur (Hob.III.58) no 2 en ut majeur (Hob.III.57) no 3 en mi majeur (Hob.III.59) - Opus 55 [dits « Quatuors Tost II »] no 1 en la majeur (Hob.III.60) no 2 en fa mineur (Hob.III.61) [dit « Le Rasoir »] no 3 en si bémol majeur (Hob.III.62) | - Opus 64 [dits « Quatuors Tost III »] no 1 en ut majeur (Hob.III.65) no 2 en si mineur (Hob.III.68) no 3 en si bémol majeur (Hob.III.67) no 4 en sol majeur (Hob.III.66) no 5 en ré majeur (Hob.III.63) [dit « L'Alouette »] no 6 en mi bémol majeur (Hob.III.64) |

## Le cycle de Londres
Cet opus a été composé à Vienne entre les deux voyages de Londres et était clairement destiné au public londonien. Il se distingue par un style brillant et vigoureux aux sonorités orchestrales.
- Opus 71 [premier opus des quatuors dits « Apponyi »[11]]

no 1 en si bémol majeur (Hob.III.69)
no 2 en ré majeur (Hob.III.70)
no 3 en mi bémol majeur (Hob.III.71)
- Opus 74 [second opus des quatuors dits « Apponyi »[11]]

no 1 en ut majeur (Hob.III.72)
no 2 en fa majeur (Hob.III.73)
no 3 en sol mineur (Hob.III.74) [dit « Le Cavalier »]

## Les derniers quatuors
Le dernier cycle de Haydn concentre toute l'expérience d'une vie, mais en même temps ouvre de nouveaux horizons. On y note des variations de tempo dans le même mouvement, mais aussi une profondeur dans les mouvements lents alliée à une allure confinant à l'immobilité.
| - Opus 76 [dits « Quatuors Erdödy »] no 1 en sol majeur (Hob.III.75) no 2 en ré mineur (Hob.III.76) [dit « Les Quintes »] no 3 en ut majeur (Hob.III.77) [dit « L'Empereur »] no 4 en si bémol majeur (Hob.III.78) [dit « Lever de soleil »] no 5 en ré majeur (Hob.III.79) no 6 en mi bémol majeur (Hob.III.80) | - Opus 77 [dits « Quatuors Lobkowitz »] no 1 en sol majeur (Hob.III.81) no 2 en fa majeur (Hob.III.82) - Opus 103 - Quatuor inachevé en ré mineur, en deux mouvements (Hob.III.83) |

## Discographie
Liste de formations ayant enregistré l'intégrale des quatuors op. 33 :
- Quatuor Aeolian chez Decca, la première sortie
- Angeles String Quartet chez Philips
- Quatuor Borodine chez Onyx
- Quatuor Buchberger chez Abeille Musique
- Cuarteto Casals chez Harmonia Mundi
- Eybler Quartet chez Analekta
- Quatuor Kodály (en) chez Naxos
- London Haydn Quartet chez Hyperion
- Quatuor Mosaïques chez Astrée
- Quatuor Lindsay chez ASV Digital
- Quatuor Tátrai (en) chez Hungaroton
- Quatuor Festetics chez Arcana